# Steinbach (Große Röder)
Der Steinbach ist ein linker Nebenfluss der Großen Röder in Sachsen. Er entspringt im Landschaftsschutzgebiet Massenei bei Großröhrsdorf, speist die Talsperre Wallroda und mündet nach etwa 5,5 Kilometern zwischen Wallroda und Kleinröhrsdorf in die Große Röder.

## Natur
In der Massenei treten am Anfangsverlauf des Steinbachs größere Vorkommen von Schilfrohr auf. Außerdem wachsen das Gemeine Beckenmoos und in Deutschland geschützte Torfmoose im Uferbereich. Im weiteren Flussverlauf wird das Schilf von Wald-Schachtelhalm und Wald-Frauenfarn abgelöst. Wasserfrösche besiedeln den Fluss. Ab Höhe des Masseneibades wachsen auch Sumpf-Kratzdisteln, Springkräuter und Brombeeren entlang des Steinbachs. Im gesamten Flussverlauf sind Wasserläufer zu finden.
Nach der Talsperre Wallroda verläuft der Steinbach durch kleinere Bestände von Erlen und Weiden. Die in Deutschland geschützte Gebänderte Prachtlibelle ist hier auch heimisch.
Der Steinbach wird in der Massenei zusätzlich von zwei Quellen gespeist. Kurz nach der Flussquelle entspringt die Bornematzinquelle und fließt in den Steinbach. In der Nähe des Steinteiches entspringt eine Sprudelquelle.

## Steinteich

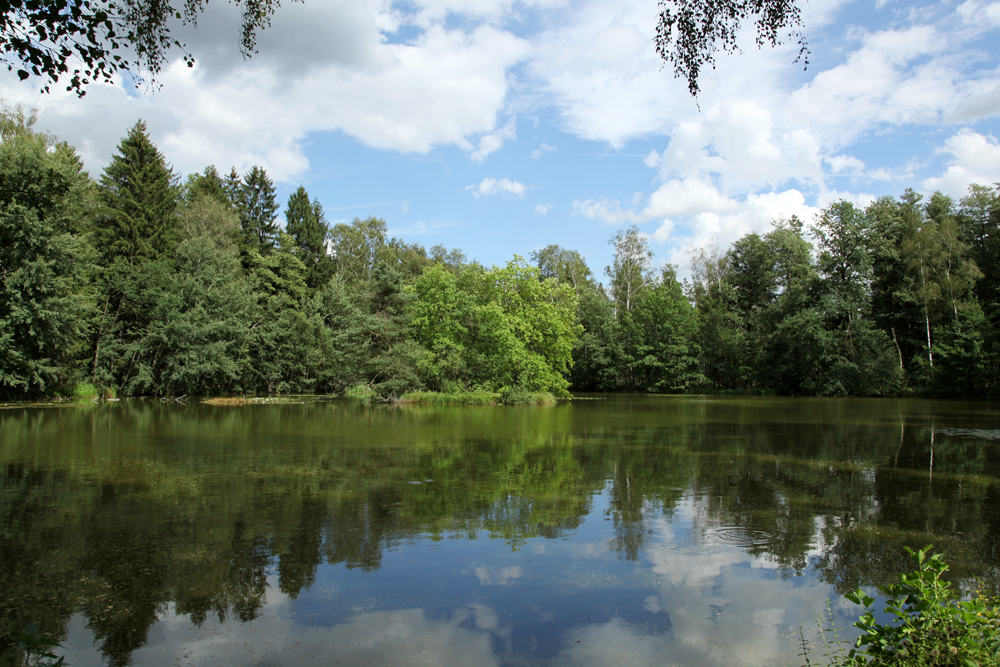
Der Steinteich

Am Lauf des Steinbachs in der Massenei befindet sich der Steinteich (in einigen Karten unter dem Namen Schäfereiteich verzeichnet). Ein markierter Wanderweg sowie ein Reitweg verlaufen am Teich vorbei, ein weiterer Wanderweg führt rund um den Teich herum. Das Ufer ist stellenweise dicht mit Rohrkolben bewachsen. Auf dem Steinteich kommt die Weiße Seerose vor. In der Mitte des Sees liegt eine kleine Insel, die von verschiedenen Vogelarten als Brutstätte genutzt wird. Der Graureiher ist am Steinteich zu beobachten.

### Die Wäsche der Steinteichnixen
Der Steinbach kreuzt in der Massenei den Sagenweg, der auf einer Länge von ca. acht Kilometern durch das Waldgebiet verläuft und Wanderern die Sagen der Region näherbringt. Zwei der Sagen beschäftigen sich mit dem Steinbach bzw. dem Steinteich. Eine handelt von den Steinteichnixen:

„Vor Jahren ging in einer schönen Sommernacht ein Großröhrsdorfer Bursche auf dem Heimweg von seiner Braut aus Arnsdorf durch die Massenei. Am Steinteiche bemerkte er, wie über dem Teiche reizvolle Nebelgebilde schwebten, sich senkten und neigten. Am Ufer aber lag es weiß wie Schnee, und als er näher hinsah bemerkte er zu seiner größten Verwunderung, dass es seidenartige Wäsche war, die im Mondschein wohl bleichen sollte. Gern hätte er seine Hand danach ausgestreckt. Noch oft kam der Bursche nachts am Steinteiche vorbei. Doch er konnte sich immer beherrschen und ging weiter. Eines Tages führte er seine Herzenskrone zum Altare. Als abends die Hochzeitsgesellschaft beim fröhlichen Hochzeitsschmause saß, öffnete sich die Tür. Herein traten zwei bildschöne Mädchen. Sie überreichten dem Brautpaare ein mit Wasserrosen geschmücktes Kästchen. Danach verschwanden sie spurlos. Das Kästchen war mit feinster schneeweißer Wäsche gefüllt, die er am Ufer des Steinteiches im Mondschein gesehen hatte. Als übers Jahr ein reizendes Töchterchen dem jungen Paare in die Wiege gelegt ward, wurde das Kind mit der feinsten Wäsche der Steinteichnixen umhüllt. Im Dorf wurde sie später die Nixe genannt.“

## Wüstung Rüdigersdorf
Am Flusslauf des Steinbaches in der Massenei befindet sich das wüste Dorf Rüdigersdorf oder Rörschdorf. Das Dorf besaß eine eigene Mühle mit Mühlgraben. Im 18. Jahrhundert berichtete der Großröhrsdorfer Historiker Friedrich Ehregott Praßer von Grabungsfunden des ehemaligen Ortes. So wurden Grundmauern, Balken, Türschwellen, Tonscherben und Teile der Mühlradwelle gefunden. Der Autor Friedrich Bernhard Störzner berichtet ebenfalls von zahlreichen Fundstücken entlang des Steinbachs, die auf ein großes Dorf in der Massenei schließen lassen. Er vermutete auch, dass Rüdigersdorf eine eigene Kirche besaß. Den Untergang des Dorfes datiert er in die Zeit der Hussitenkriege im 15. Jahrhundert. Nach der Zerstörung gaben die verbliebenen Einwohner den Ort auf, die Überreste wurden vom Wald überwachsen.
An das einstige Dorf erinnert heute eine Gedenktafel.

### Die Glocken von Rüdigersdorf
Eine weitere Tafel des Sagenwegs durch die Massenei erzählt von den Glocken von Rüdigersdorf:

„Am Steinbach, der das stille Waldreich der Massenei durchzieht, hat sich Frau Saga eine Heimstätte bereitet. Sie spielt an jenem plätschernden Waldbache und flüstert, wenn der Abendwind durch die Bäume rauscht und der Vollmond sein Silberlicht über das Waldmeer der Massenei ausgießt. Dann erheben sich an jenem friedlichen Wiesengrunde strohbedeckte Hütten, die Häuser von einem im Kampfe und Streite untergegangenen Dorfe, das einst mitten in der Massenei stand.“

## Talsperre Wallroda

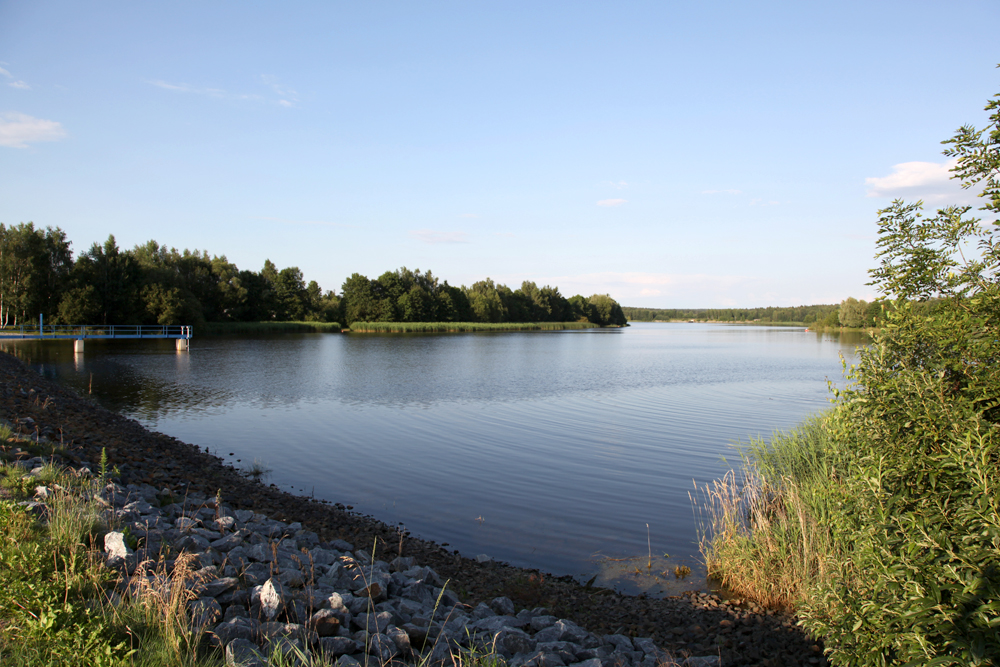
Talsperre Wallroda

In der Gemarkung Wallroda wurde zwischen 1986 und 1989 der Steinbach angestaut und so die Talsperre Wallroda errichtet. Diese weist mit einem 200 Meter langen Staudamm einen Gesamtstauraum von 1,0 Mio. m³ auf. Der Stausee ist sowohl als Angelgewässer, als auch als Erholungsregion und Landschaftsschutzgebiet überregional bekannt.

## Sonstiges
In Höhe des Steinteichs mündet der ca. 3 Kilometer lange Faulbach in den Steinbach.
Oberhalb der jetzigen Staumauer der Talsperre Wallroda befand sich vor der Errichtung der Talsperre im Jahr 1986 ein hölzernes Wehr. Das so angestaute Gewässer wurde von den Anwohnern Wallrodas und Kleinröhrsdorfs als Badestelle genutzt.